# Dolmen Oppagne

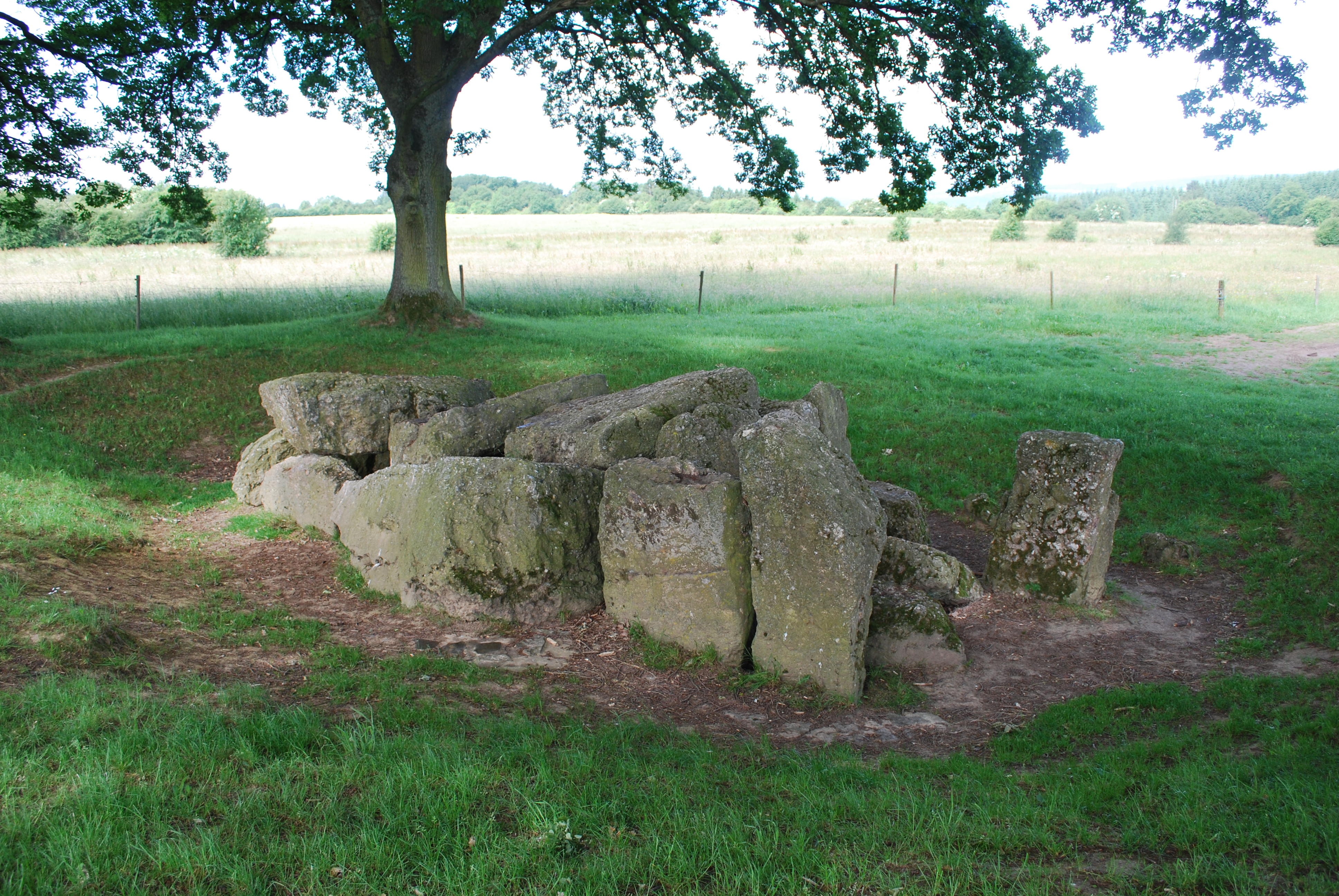
Dolmen Oppagne

Dolmen Oppagne – neolityczny dolmen, znajdujący się w pobliżu miejscowości Wéris w Belgii, około 1,5 kilometra na południe od dolmenu Wéris.
Dolmen został odkryty przypadkowo wiosną 1888 roku przez orzącego pole miejscowego rolnika, Félixa Lamberta, i 2 lata później nabyty przez państwo belgijskie. W latach 1906, 1987 oraz 1996-1997 na stanowisku przeprowadzone zostały prace archeologiczne, w trakcie których odkryto szczątki ludzkie, neolityczne narzędzia kamienne oraz ceramikę z okresu kultury pucharów dzwonowatych, która prawdopodobnie wtórnie wykorzystywała obiekt. W pobliżu dolmenu znajduje się pięć menhirów. Dwa odkryto w 1888 roku, trzy pozostałe w 1986 roku. W 1997 roku cztery z nich ustawiono w miejscu ich pierwotnej lokalizacji, ustalonej na podstawie badań archeologicznych.